# Panorpa semifasciata
Panorpa semifasciata är en näbbsländeart som beskrevs av Cheng 1950. Panorpa semifasciata ingår i släktet Panorpa och familjen skorpionsländor. Inga underarter finns listade i Catalogue of Life.